# جورج هنري هال
جورج هنري هال (بالإنجليزية: George Henry Hall)‏ هو رسام أمريكي، ولد في 21 سبتمبر 1825 في بوسطن في الولايات المتحدة، وتوفي في 17 فبراير 1913 في نيويورك في الولايات المتحدة.

## معرض صور

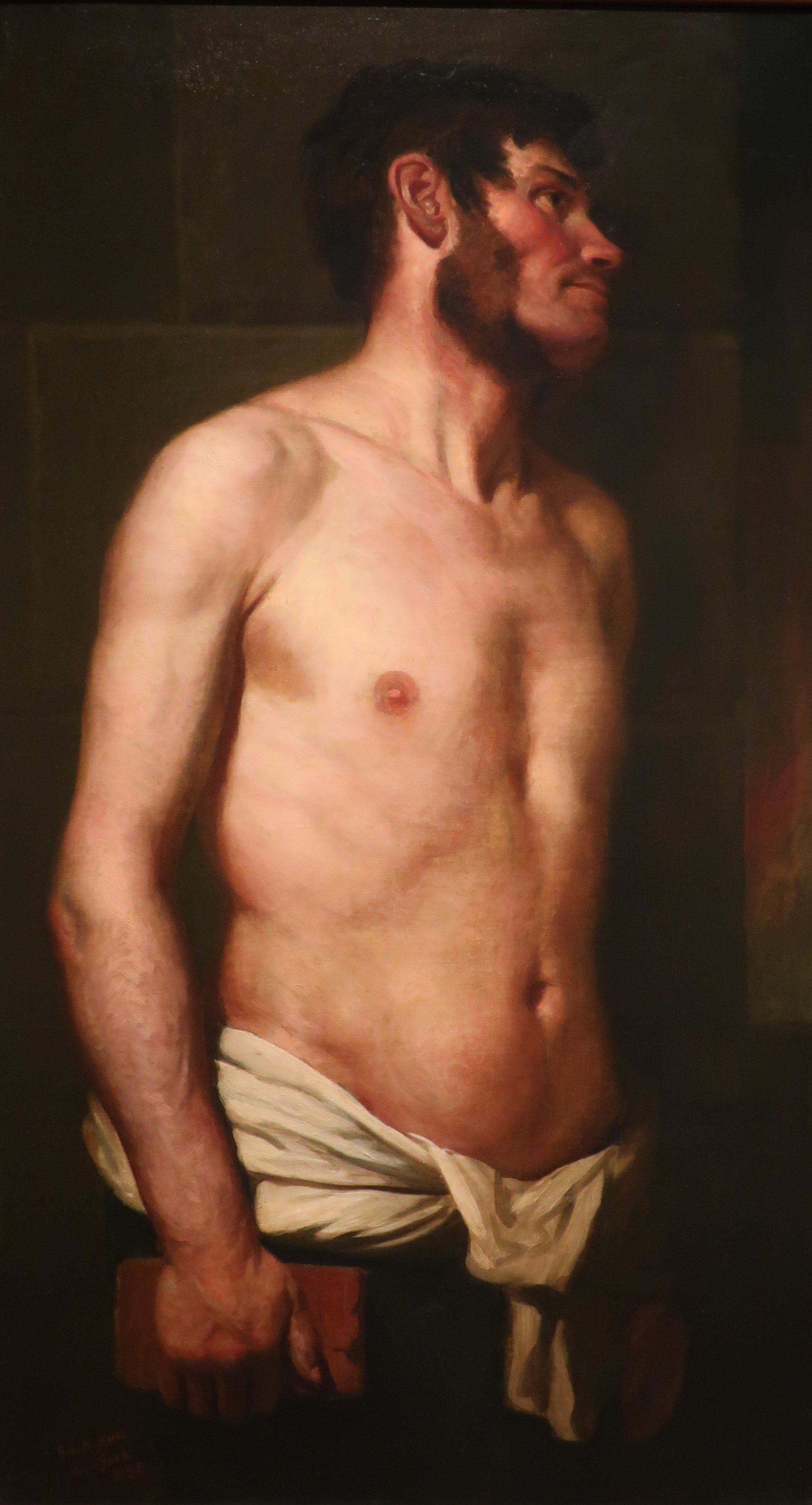
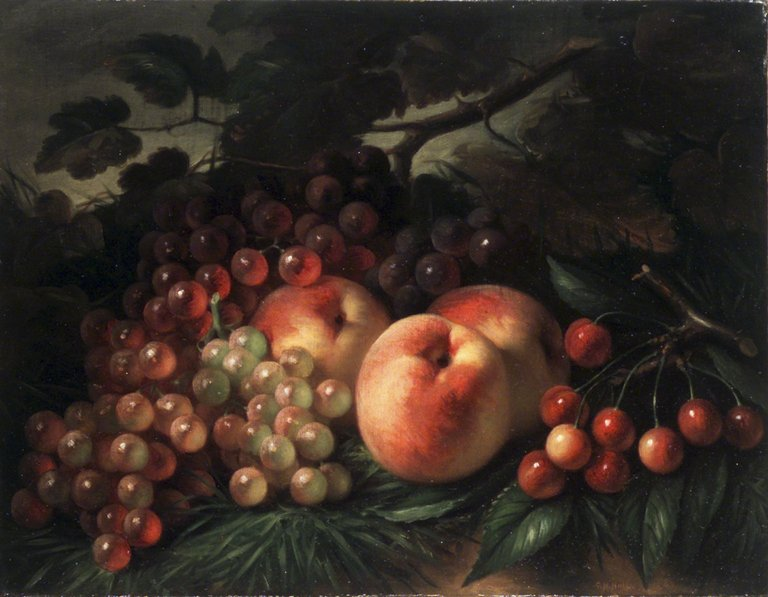
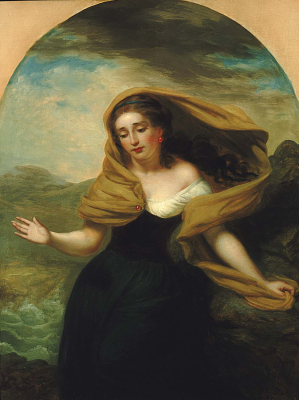
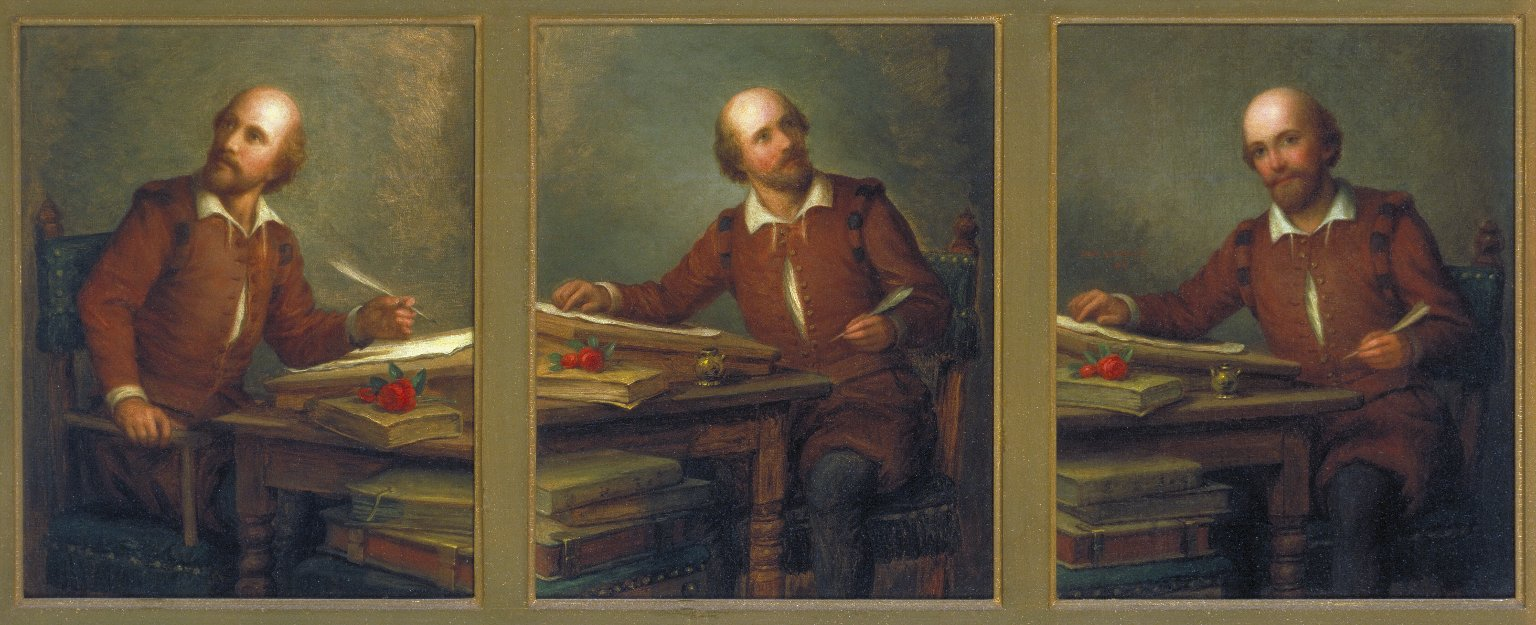
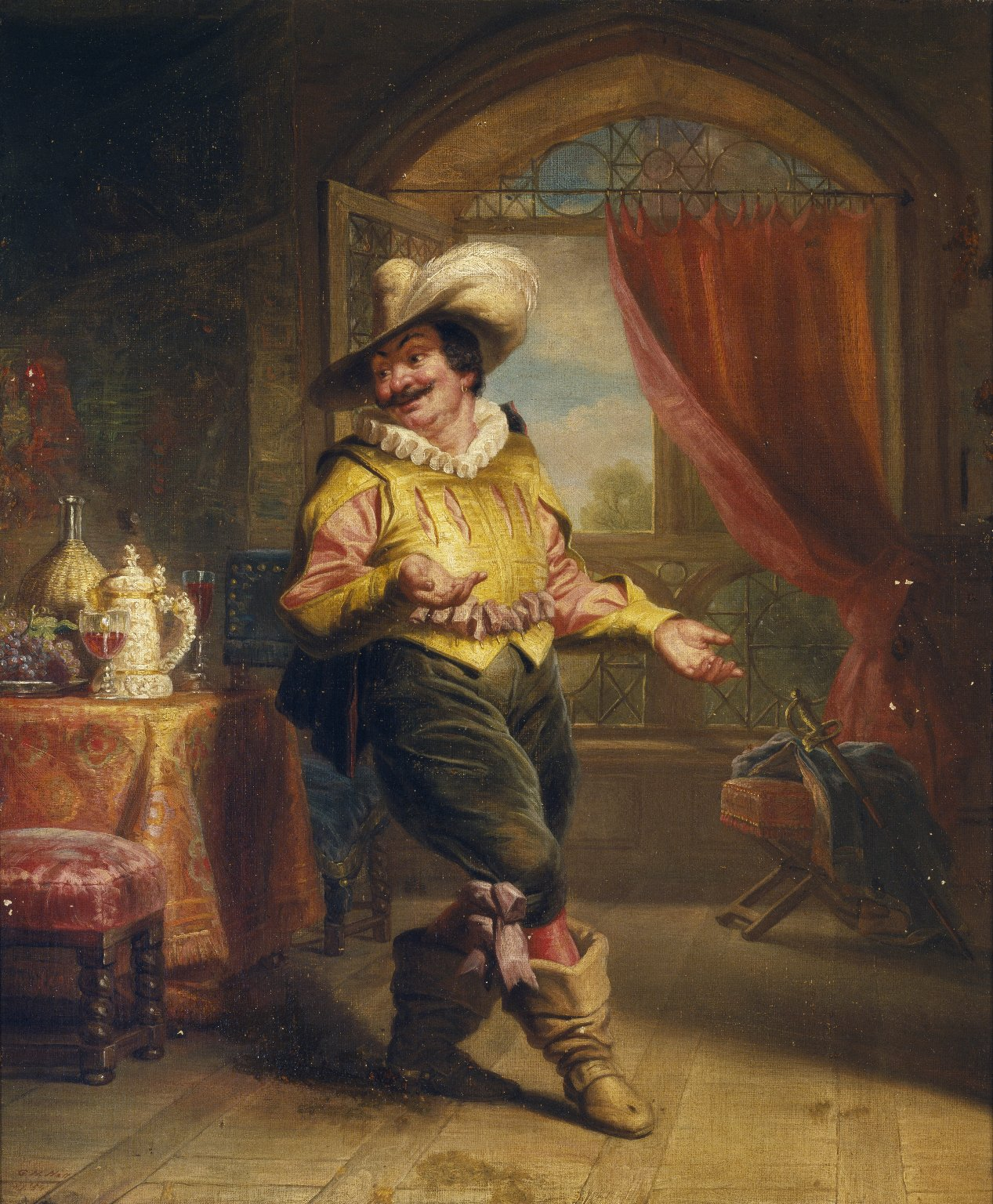
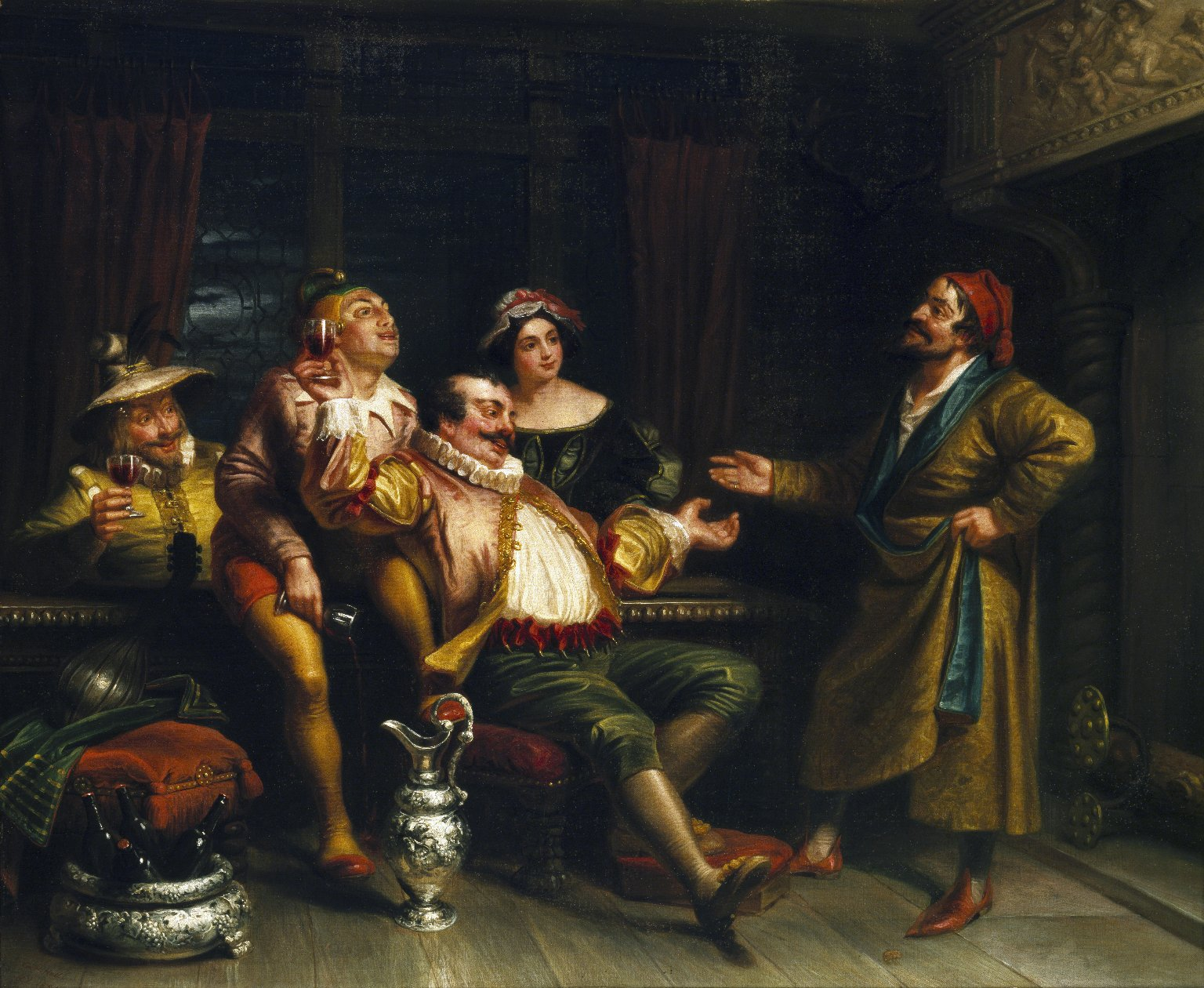